# Privilegio de la fe
El Privilegio de la fe es una disposición de Derecho canónico similar al Privilegio paulino que permite disolver un matrimonio no sacramental en favor de la fe de la persona que se convierte. Es llamado por algunos Privilegio petrino, y solo puede ser concedido por el Papa en calidad de sucesor de Pedro, en base al poder general de desatar que le fue conferido al apóstol en Mateo 16:19. Tiene dos supuestos de hecho, el primero, es el de un matrimonio previo entre no bautizados donde está presente la poligamia (tanto la poliandria como la poliginia). En caso de que el cónyuge de cuyo sexo es el único representante se bautice en la Iglesia católica (diferencia con el Privilegio paulino, donde es posible bautizarse en cualquier confesión cristiana para aplicarlo) deberá quedarse con el primer miembro del matrimonio con el que se casó, pues en principio, es el único matrimonio que reconoce la Iglesia. Sin embargo, y para favorecer la conversión, si le resulta muy duro quedarse con el primero, podrá elegir quedarse con cualquiera de ellos, pero entonces, deberá volver a contraer matrimonio en forma canónica.
El segundo supuesto es el de cautiverio y persecución. Se parte del mismo supuesto, matrimonio de no bautizados en el que uno de los cónyuges se convierte al catolicismo. Si el cónyuge no católico está sometido a persecución o a cautiverio y no se puede restablecer la convivencia, el cónyuge católico podrá volver a casarse, quedando entonces disuelto el primer matrimonio, aun habiendo sido válidamente celebrado.